# Sbor volitelů
Sbor nebo kolegium volitelů případně volební kolegium je označení volebního tělesa ustaveného za účelem obsazení vybrané funkce. Nejčastěji se o sboru volitelů hovoří v souvislosti s volbou hlavy státu. Nejznámějším tělesem tohoto druhu je sbor volitelů volících prezidenta Spojených států amerických. Přestože v některých státech jsou členové parlamentu součástí sboru volitelů, neměla by být volba hlavy státu prostřednictvím sboru volitelů zaměňována za nepřímou volbu parlamentem.

## Příklady

### Současné příklady

Státy ve kterých je hlava státu volena sborem volitelů

- Francie – francouzští senátoři jsou voleni na šest let nepřímo v jednotlivých departementech prostřednictvím volebních kolegií (collèges électoraux), která jsou tvořena zde zvolenými poslanci, regionálními, departementními a obecními zastupiteli (ti tvoří 95 % všech volitelů). Počet zastupitelů v obcích (a tím i jejich zastoupení mezi voliteli) se odvíjí od počtu jejich obyvatel. Celkový počet senátních volitelů je zhruba 150 tisíc.[1]
- Gruzie – prezident Gruzie je od účinnosti ústavních reforem z roku 2017 volen sborem 300 volitelů, který je složen ze všech 150 členů gruzínského parlamentu, členů parlamentů autonomních republik Abcházie (20) a Adžárie (21) a také 109 zástupců lokálních samospráv. Pro zvolení v prvním kole je nutná dvoutřetinová většina hlasů všech volitelů. Pokud žádný kandidát tuto většinu nezíská, koná se druhé kolo mezi dvěma nejúspěšnějšími kandidáty z prvého kola. Vítězem se pak stává ten z kandidátů, kdo získá více hlasů. Navrhnout kandidáta může skupina alespoň 30 volitelů. Každý volitel může navrhnout i volit jen jednoho kandidáta. Prvním takto zvoleným prezidentem byl v roce 2024 Michail Kavelašvili. Jeho předchůdkyně Salome Zurabišviliová byla v roce 2018 poslední gruzínskou hlavou státu zvolenou v přímé dvoukolové volbě.[2]
- Indie – prezident Indie je volen sborem volitelů (čítající téměř 5000 osob), který je složen ze členů obou komor indického parlamentu a členů parlamentů svazových států a teritorií (hlasy volitelů za státy a teritoria se přepočítávají v poměru k počtu obyvatel). Viceprezidenta volí pouze volitelé vybraní ze členů obou komor federálního parlamentu.[3]
- Itálie – italský prezident je volen na sedm let tělesem složeným ze členů obou komor italského parlamentu a 58 volitelů určených regionálními shromážděnými (3 z každého regionu s výjimkou Aosty která má jediného). V prvních třech kolech hlasování je potřeba dvoutřetinová většina hlasů pro schválení, v dalších kolech hlasováních je potřeba prostá většina hlasujících.[4]
- Německo – spolkového prezidenta volí Spolkové shromáždění (Bundesversammlung) jehož jediným účelem je volba prezidenta. Je složeno ze členů Spolkového sněmu a stejného počtu volitelů zvolených pro tento účel zemskými sněmy jednotlivých spolkových zemí (hlasy spolkových zemí jsou v poměru k počtu obyvatel). Shromáždění předsedá předseda Spolkového sněmu (nebo některý z jeho místopředsedů).[5]
- Pákistán – prezident Pákistánu je podobně jako jeho indický protějšek volen sborem volitelů, který je složen ze členů obou komor pákistánského parlamentu a členů provinciálních shromáždění (hlasy volitelů za provincie se přepočítávají v poměru k počtu jejich obyvatel).[6]
- Spojené státy americké – prezident Spojených států amerických je (společně se svým viceprezidentem) volen každé čtyři roky sborem volitelů (electoral college). Ten je tvořen voliteli vybranými v jednotlivých státech unie a teritoriu hlavního města. Počet volitelů za každý stát dle Ústavy odpovídá počtu jeho zástupců v Kongresu (+ 3 volitelé za oblast hlavního města). Z celkového počtu 538 volitelů je pro vítězství nutné získat nadpoloviční většinu 270 hlasů. Určení volitelů spadá do kompetence jednotlivých států. Původně vybírali volitele státní parlamenty, ale postupně získal výběr volitelů a tím i celá volba prezidenta charakter polopřímé volby. Každé čtyři roky se koná všeobecné lidové hlasování (výběr volitelů) a to v úterý po prvním listopadovém pondělí. Hlasující v jednotlivých státech volí svého preferovaného kandidáta resp. volitele za jeho kandidátku. Ve všech státech (s výjimkou Maine a Nebrasky) získává všechny volitele za daný stát ten kandidát, který získal relativní většinu hlasů za celý stát.[pozn. 1] Pokud by žádný kandidát nezískal potřebnou většinu volitelů, tak by prezidenta volila Sněmovna reprezentantů ze třech nejúspěšnějších prezidentských kandidátů (zástupci z jednoho státu by měli jeden společný hlas) a viceprezidenta by volili senátoři ze dvou nejúspěšnějších viceprezidentských kandidátů.[7][8]
- Svatý stolec – po smrti nebo rezignaci papeže je jeho nástupce vybrán v tzv. konkláve volebním tělesem složeným ze všech kardinálů, kteří v den smrti nebo rezignace papeže nepřekročili věk osmdesáti let. [pozn. 2] Sejít se musí mezi 15 až 20 dny po papežově smrti či odstoupení. K platnému zvolení papeže je nutná dvoutřetinová většina hlasů přítomných, jak to ustanovil Alexandr III. [pozn. 3]

### Historické příklady

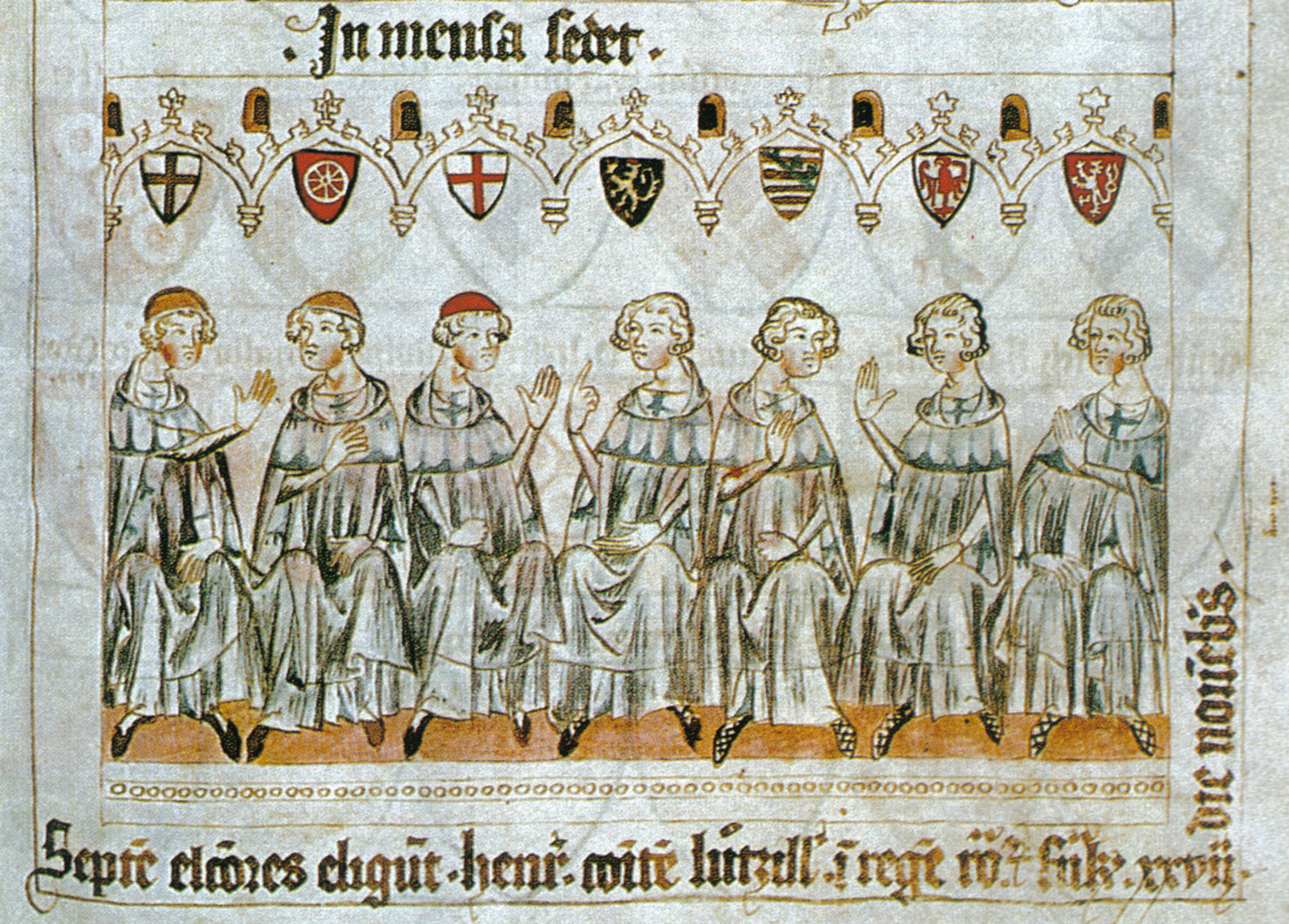
Kurfiřti volí Jindřicha VII. římským králem. Zleva (podle znaků): arcibiskupové kolínský, mohučský a trevírský, falckrabě rýnský, vévoda saský, markrabě braniborský, král český (Codex Balduineus).

- Benátská republika – dóže, hlava benátské republiky, byl volen na doživotí 41 voliteli vybranými ze členů benátské Velké rady (tvořená zástupci benátských aristokratických rodin). Volitelé byli vybíráni složitým několikastupňovým procesem volby volitelů s využitím opakovaného losování. V prvním kole bylo losem vybráno třicet členů Velké rady. Z těch bylo opět losem vybráno dalších devět. Těchto devět vybralo ze všech členů Velké rady čtyřicet volitelů, ze kterých bylo losem vybráno dvanáct volitelů. Ti pak vybrali pětadvacet členů rady, že kterých bylo opětovně losováno devět, jenž poté vybrali 45. Z nich bylo vylosováno jedenáct, kteří vybrali konečných 41 volitelů. Zástupci jedné rodiny nemohli během procesu vybírat své příbuzné. Pro volitele v každém kole byl nutné souhlas tříčtvrtinové většiny. Ke zvolení dóžete pak bylo potřeba tří pětin volitelů.[10]
- Finsko – finský prezident byl v letech 1919 až 1988 volen sborem volitelů volených občany. Zvláštními případy byly volby v roce 1944, 1946 a 1973.[pozn. 4]
- Francie – francouzský prezident byl letech 1958 až 1962 vybírán volebním sborem složeným z 80000 volitelů, kteří byli členy různých volených zastupitelských sborů (poslanci, senátoři, radní). Jediným takto zvoleným prezidentem byl Charles de Gaulle zvolený v roce 1958, který v roce 1962 pomocí referenda prosadil přímou dvoukolovou volbu hlavy státu. V té byl o tři roky později znovuzvolen prezidentem.[11]
- Jižní Afrika – prezident Jihoafrické republiky byl v letech 1961 až 1983 volen všemi členy obou komor parlamentu, od roku 1983 do roku 1994 byl volen voliteli, které ze svých řad vybírali členové všech třech parlamentních komor (Sněmovna lidu, Sněmovna reprezentantů a Sněmovna delegátů v poměru 50:25:13).
- Jižní Korea – korejský prezident byl od roku 1972 do roku 1981 volen pro tento účel voleným tělesem.
- Svatá říše římská – císaře Svaté říše římské do jejího zániku v roce 1806 volil sbor kurfiřtů. Těmi byla nejvýznamnější říšská knížata, která byla držiteli nejvyšších říšských úřadů se kterými se pojilo právo volit římského krále (budoucího císaře). Původně volila krále všechna říšská knížata, během 13. století se počet volitelů ustálil na sedmi (tři duchovní a čtyři světská, jeden z nich byl český král). To v roce 1356 formálně potvrdil císař Karel IV. svojí Zlatou bulou. V průběhu 17- století přibyli další dva světští kurfiřté. Během napoleonských válek přibylo dalších šest světských kurfiřtů, ti už ale císaře nikdy nevolili.